# Société nationale des chemins de fer du Kazakhstan
La Société nationale des chemins de fer du Kazakhstan ou Kazakhstan Temir Joly (KTJ; kazakh : Қазақстан Темiр Жолы (ҚТЖ), connu par son acronyme anglais KTZ), est la société nationale des chemins de fer du Kazakhstan.

## Organisation
La société par actions KTZ est fondée en 2002 par le gouvernement pour développer, exploiter et maintenir le transport ferroviaire au Kazakhstan.
Son siège est à Astana. 
Des sociétés connexes sont propriétaires du matériel roulant, des équipements de traction, du transport de passagers. 
Les installations de maintenance ont été privatisées. 
Les entreprises privées peuvent posséder ou louer du matériel roulant qui peut utiliser le réseau ferré.

## Exploitation
Avec 143 000 employés en 2008, KTZ est le premier employeur du Kazakhstan.
Elle gère plus de 80 000 wagons dont 50 000 sont la propriété de l'État et le reste est la propriété de sociétés privées.
La société est rentable. 
En 2008 ses revenus s'élèvent à 483,8 milliards de tenge kazakh.

## Matériel roulant
En octobre 2010, Kazakhstan Temir Joly commande 295 locomotives électriques KZ8A à Alstom, pour le fret et le transport de passagers.
Le 3 octobre, le premier train de cette commande est livré lors d'une cérémonie officielle.
Pendant que les premières locomotives KZ8A de pré-série locomotives sont fabriquées dans l'usine Alstom de Belfort, le reste sera construit à Astana, dans la nouvelle usine d'Alstom inaugurée le 12 décembre 2012. 
De plus, le 8 octobre 2012, KTZ signe son premier contrat de maintenance avec Alstom pour la maintenance complète, la révision et la modernisation de 27 passagers locomotive de 27 locomotives KZ4AC pour une période de 25 années.
En novembre 2010, KTZ signe avec Talgo un contrat de remplacement de sa flotte de 3000 véhicules inter-cités.

## Galerie

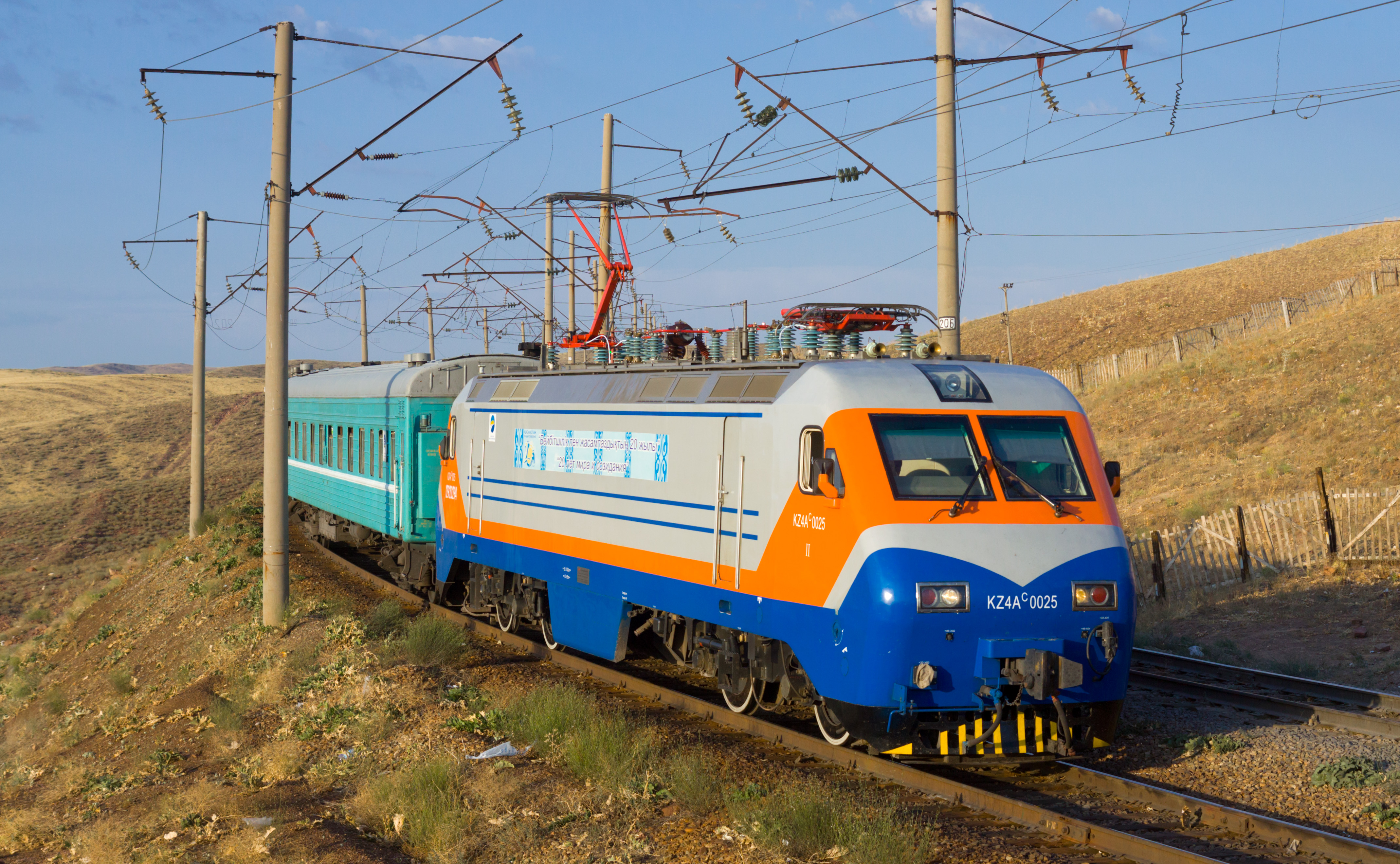
KZ4A
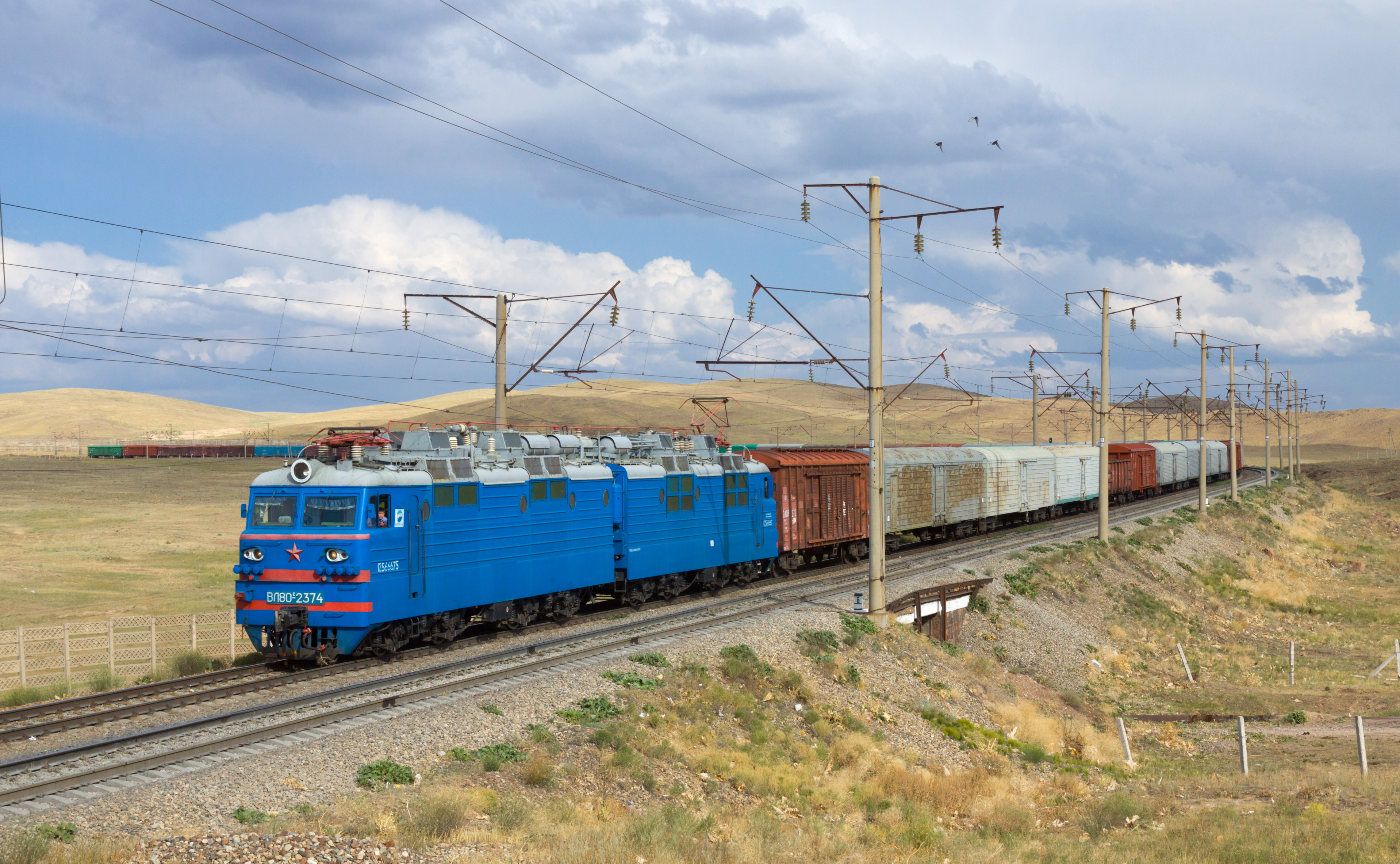
VL80
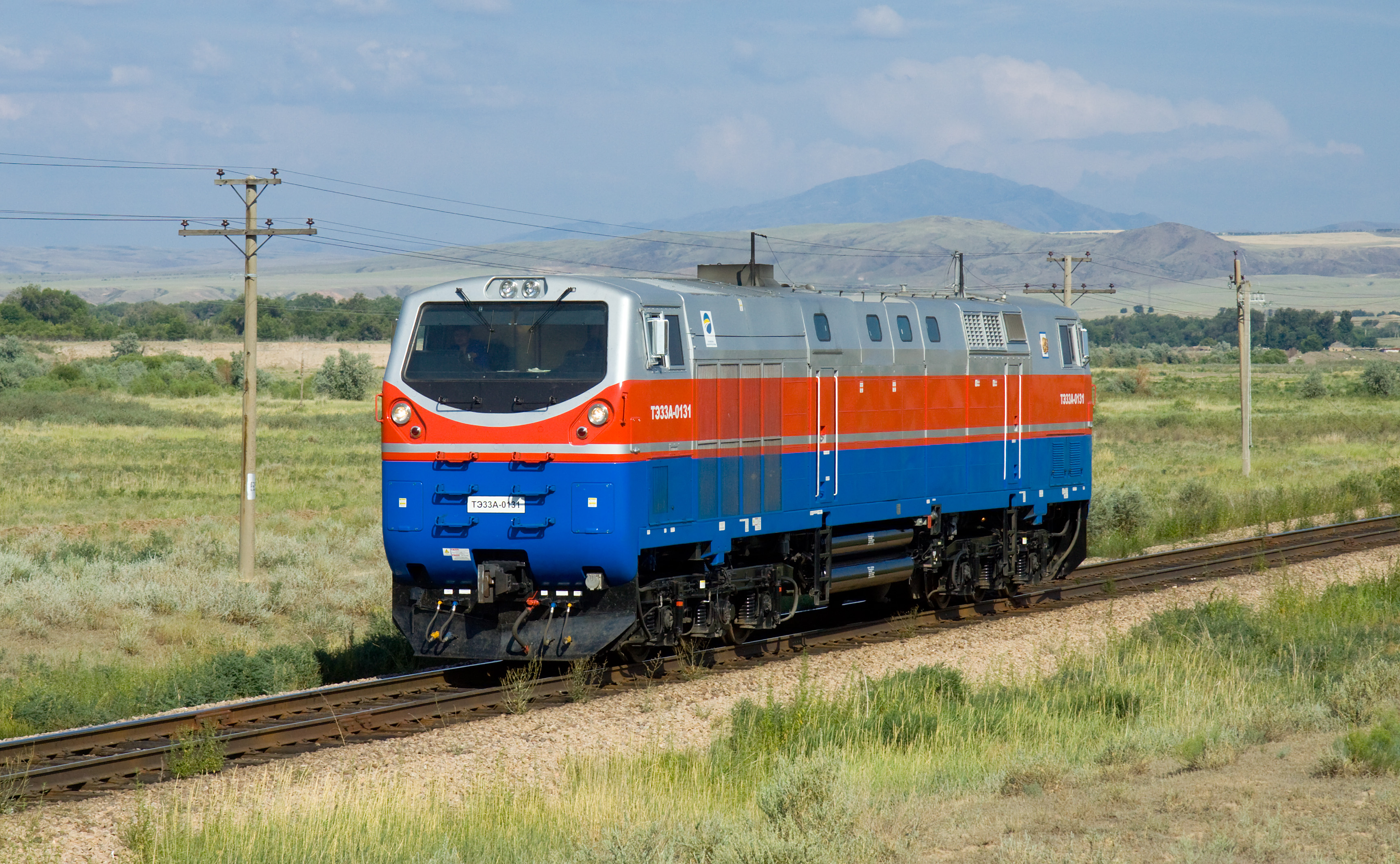
TE33A "GE Evolution"
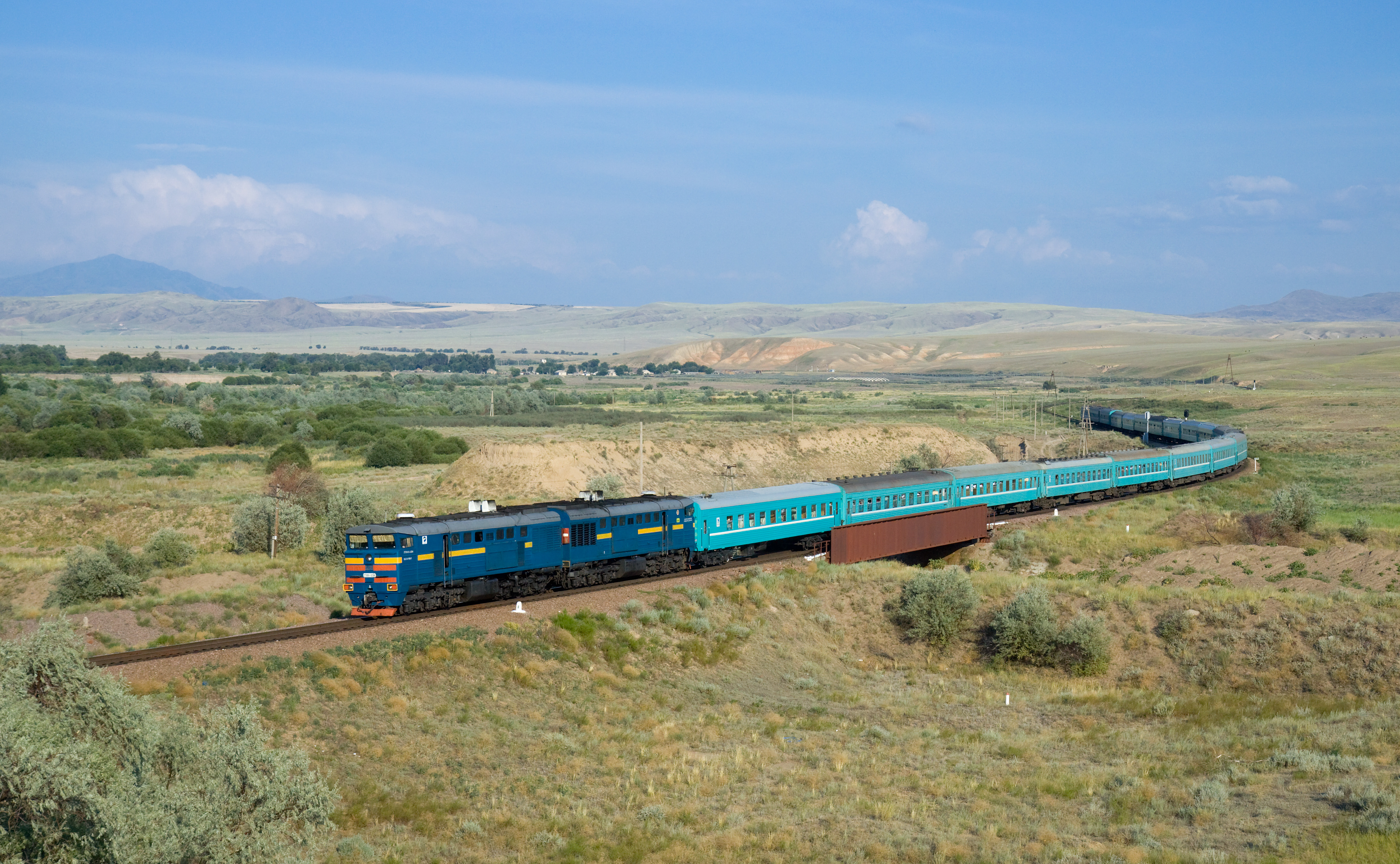
2TE10U sur le train 22 reliant Kyzylorda à Semipalatinsk
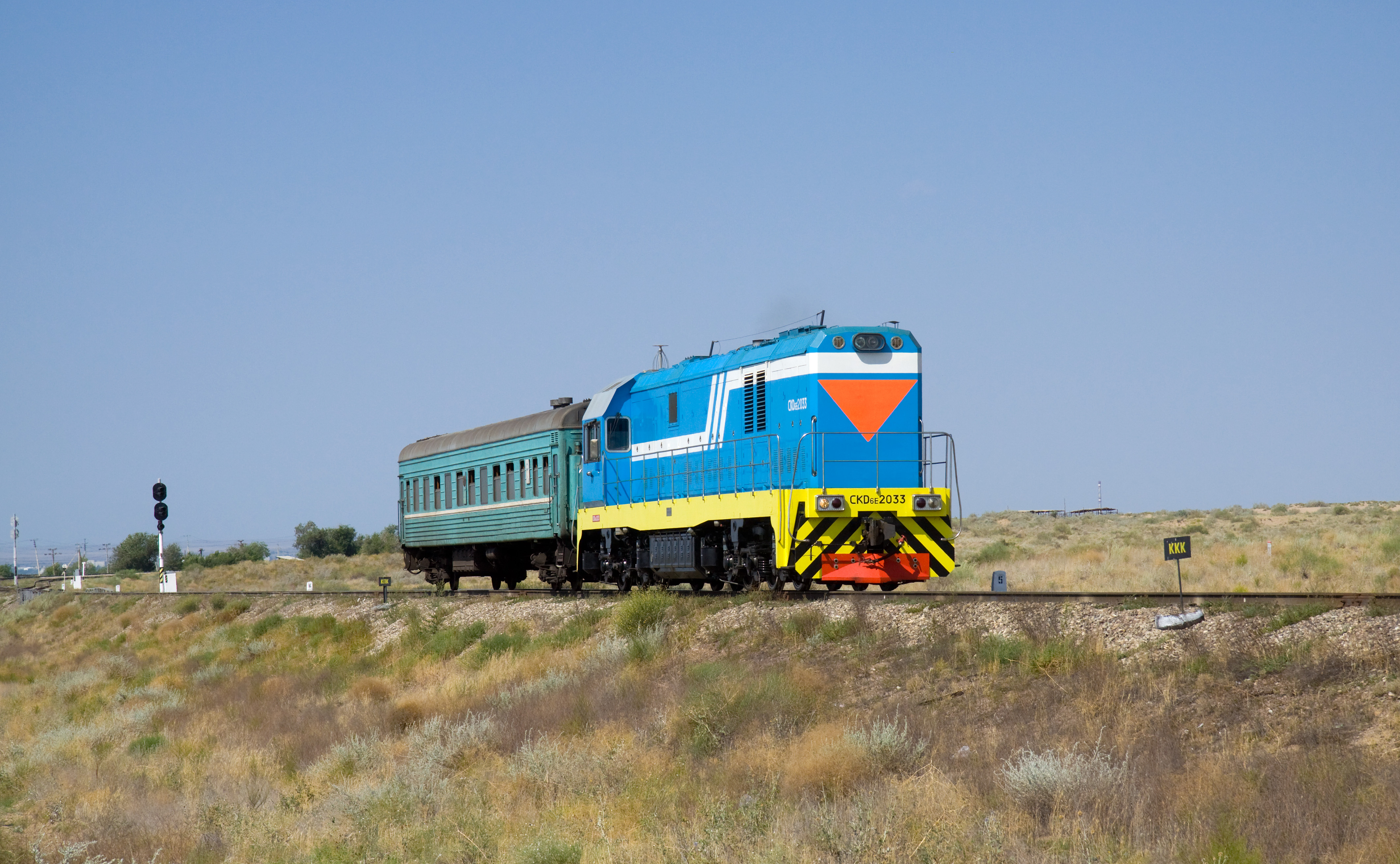
CKD6E
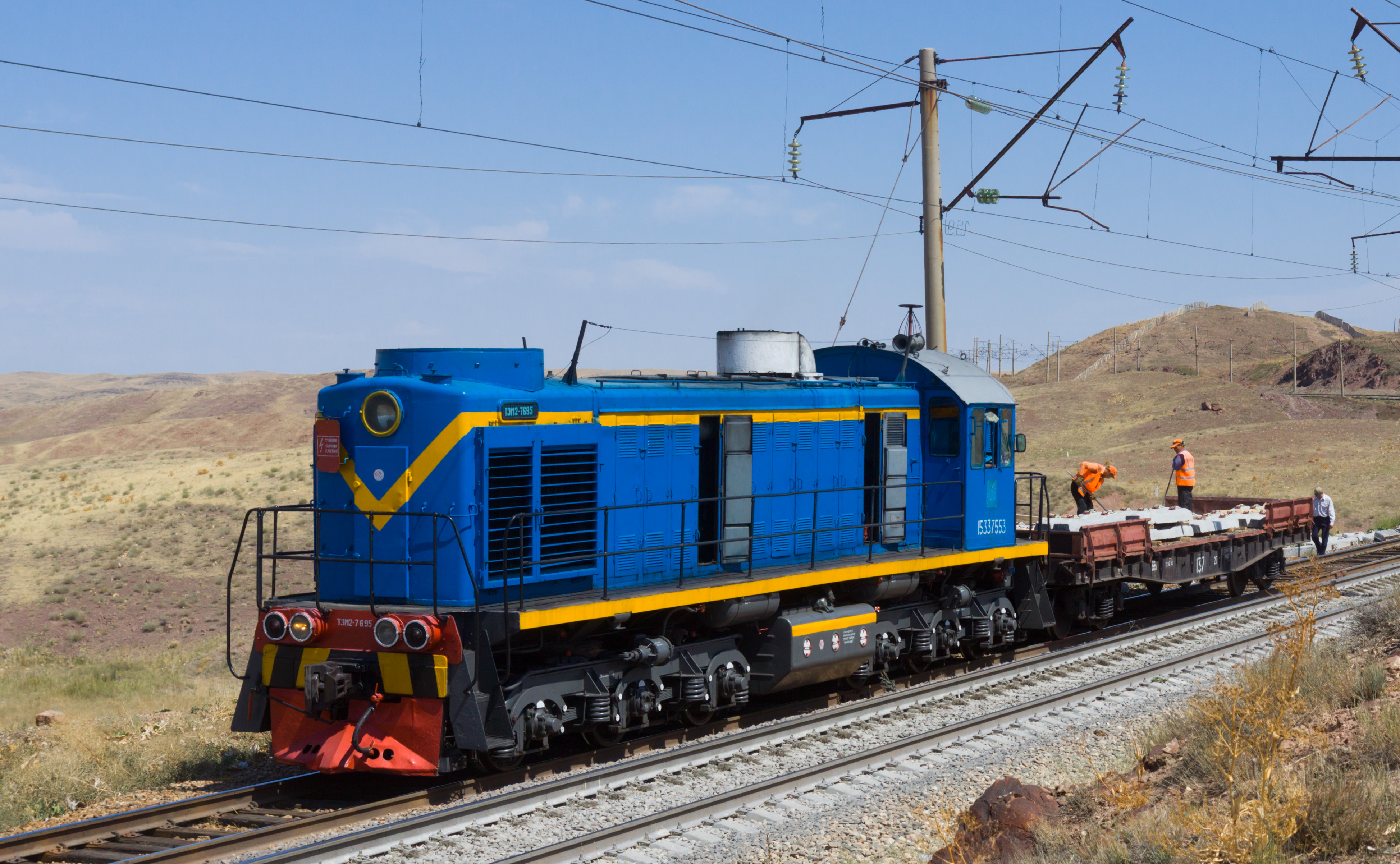
TEM2 "Tamara"